# Nogaro
Nogaro là một xã thuộc tỉnh Gers trong vùng Occitanie tây nam nước Pháp. Xã này có độ cao từ 89-148 mét trên mực nước biển.
Nogaro là nơi có Circuit Paul Armagnac, một đường đua mô tô.